# Álvaro Moerzinger Pagani
Álvaro Moerzinger Pagani (* 1. Dezember 1949 in Montevideo, Uruguay) ist ein uruguayischer Diplomat.

## Leben
Pagani wurde am 1. Dezember 1949 in Montevideo geboren. Von der Universidad de Republica aus Uruguay hat er einen Doctor of Law aus dem Jahr 1975. Er trat ein Jahr später dem Auswärtigen Dienst seines Heimatlandes bei und diente als Delegierter zu den Vereinten Nationen in Genf von 1978 bis 1983.
Vom Jahr 1991 bis 1992 arbeitete er für Mercosur. Im Jahr 1993 war er Stabschef des Außenministers Uruguays und denn 1994 stellvertretender Generaldirektor für politische Angelegenheiten im Außenministerium. Er wechselte dann als Mitarbeiter an die Botschaft in den Vereinigten Staaten, wo er von 1995 bis 1996 war. Von 1997 bis 2000 war Pagani dann stellvertretender Botschafter bei der Organisation Amerikanischer Staaten. Er wurde dann Generaldirektor für auswärtige Angelegenheiten im Außenministerium, was er bis 2003 war.
Im Jahr 2003 wurde er Uruguays Botschafter in Kanada, was er bis 2008 blieb. Seit 2008 war er Direktor der Diplomatischen Akademie des uruguayischen Außenministeriums. Dies blieb er bis 2011. In diesem Jahr wurde er Botschafter Uruguays in den Niederlanden und Ständiger Vertreter bei der Organisation für das Verbot chemischer Waffen. Von 2014 bis 2015 war er stellvertretender Vorsitzender der Assembly of States Parties of the International Criminal Court. Im Jahr 2016 wurde er von der Gruppe der Lateinamerikanischen Staaten als Kandidat für den Sekretär des Ständigen Schiedshofes aufgestellt. Im Jahr 2018 wurde er Direktor für institutionelle Angelegenheiten im Außenministerium, was er bis 2020 bleib. In diesem Jahr diente er auch als Berater für den Präsidenten Uruguay.
Im Jahr 2021 wurde er Ständiger Vertreter Uruguays bei den Vereinten Nationen in Genf, wo er am 23. Februar sein Beglaubigungsschreiben an Generaldirektorin Tatjana Dmitrijewna Walowaja übergab. Er ist auch Ständiger Vertreter bei der Welthandelsorganisation, wo er am 14. Februar 2024 die Ratifikationsurkunde seines Landes zum Übereinkommen über Fischereisubventionen an Generaldirektorin Ngozi Okonjo-Iweala übergab.